# Niéna (Mali)
 (décembre 2014).
Si vous disposez d'ouvrages ou d'articles de référence ou si vous connaissez des sites web de qualité traitant du thème abordé ici, merci de compléter l'article en donnant les références utiles à sa vérifiabilité et en les liant à la section « Notes et références ».
Niéna est une ville et une commune malienne, située dans le cercle de Niéna, dans la région de Sikasso, à 133 km de Bougouni et à 78 km de Sikasso, sur la route nationale 7, reliant Bamako à Sikasso et la Côte d'Ivoire.
À l'origine, la région de Niéna était habitée par des Bambaras. Au XVIe siècle, des Peuls, peuple d'éleveurs originaires d'Éthiopie et installés au centre Est du Mali, s'aventurent vers le Sud et découvrent cette région.
L'un d'eux se nomme Boubou Diallo. Venu de l'Est avec son troupeau, il épouse une femme Bambara et s'installe à N'djila, à une dizaine de kilomètres du site actuel de Niéna. Il est le premier Diallo au Ganadougou, le premier ancêtre.
Boubou a eu trois fils : Ouaténi Diallo de N'djila, Mamourou de Blendio et Lamini de Tiala. Dans la suite de la lignée, Ouaténi Diallo de N'djila a eu un fils nommé Ouéfa Diallo qui s'est installé sur des terres nouvelles, riches et fertiles, et y a fondé le village d'Aniéna devenu ultérieurement Niéna. Par Aniéna les villageois signifiaient qu'ils avaient reussi à trouver un lieu beau et bon.
Boubou Diallo est aujourd'hui appelé « Tchekoroba », c'est-à-dire, « L'ancien », car son prénom ne doit pas être prononcé, étant considéré comme divin, sacré.
C'est par débrouillardise et audace que les Diallo se sont imposés comme chefs du village face aux habitants bambaras, présents dans la région depuis longtemps. Aujourd'hui encore, cette famille domine par le nombre de gens qui portent ce nom et leur position hiérarchique. L'actuel chef du village de Niéna s'appelle Bakoulemi Diallo.
Par la suite, l'histoire de Niéna se fera au gré des évènements survenus dans le pays. La région connaîtra ses premières conversions à l'islam au XVIIe siècle et sera française pendant toute la durée du colonialisme (1898-1960).
Le village a connu très peu de conflits internes, le coin étant tranquille et serein.
Quelques dates :
- 1er mai 1898 : prise de Sikasso par les Français (Sikasso est une grande ville du Mali située à environ 75 km de Niéna).
- Octobre 1944 : ouverture de la première école à Niéna appelée "école A".
- 1945 : ouverture d'un centre de santé.
- 1963 : goudronnage de la RN 7, route reliant Bamako à Abidjan. En découla alors une intensification des échanges permettant ainsi à Niéna, que cette route traverse, de se développer.
- 1998 : programme de décentralisation qui permet à Niéna de devenir chef-lieu d'une commune composée de 32 villages.
- 1999 : premières élections municipales

Le village de Niéna a été fondé au XVIe siècle par des Peuls, arraché aux Bambaras de la région.
La commune rurale de Niéna, créée en 1998, regroupe 44 villages et compte 29 788 habitants.

## Politique
| Année | Maire élu                  | Parti politique | Deputé |  |
| ----- | -------------------------- | --------------- | ------ |  |
| 2004  | Abou Diallo                |                 |        |  |
| 2009  | Sina Mamourou Diallo       | Adéma-Pasj      |        |  |
| 1997  | HONORABLE BAFOTIGUI Diallo | Adéma-Pasj      |        |  |